# 情報スカイだいば
情報スカイだいば（じょうほうスカイだいば）は、ニッポン放送関東ローカルで月曜 - 金曜日に生放送されていたラジオ番組である。
1998年3月30日放送開始。2004年9月3日放送終了。

## 概要
かつては午前中のワイド番組・昼のワイド番組内で、それぞれのコーナーを内包して放送していた。しかし、当時放送の『加トちゃんのラジオでチャッ!チャッ!チャッ!』と『テレフォン人生相談』の間で問題が発生したことにより当時のワイド番組放送枠が改編。11時台に放送していたコーナーを放送するための枠として新設された。
番組名は、放送の際に使用していた第2スタジオの愛称「スカイだいばスタジオ」に由来する。
ニッポン放送本社が2004年9月にお台場から有楽町に戻ったことに伴い、「有楽町情報交差点」にタイトルが変更された。

## 放送期間・時刻
- 1998年3月30日 - 2004年9月3日
毎週月曜日 - 金曜日 11:20 - 11:30

## タイムテーブル
- オープニング
- ニッポン放送ニュース
- CM
- 天気予報
- CM
- 交通情報（日本道路交通情報センター）
- CM
- 健康ワンポイント
- CM
- ハローリビング
- エンディング（CMを挟まず次番組へ）

## 歴代パーソナリティ
- 曜日別ニッポン放送アナウンサー

| ニッポン放送 平日11:20 - 11:30枠                       | ニッポン放送 平日11:20 - 11:30枠 | ニッポン放送 平日11:20 - 11:30枠 |
| 前番組                                                 | 番組名                           | 次番組                           |
| ------------------------------------------------------ | -------------------------------- | -------------------------------- |
| 9:00 - 11:30 加トちゃんのラジオでチャッ!チャッ!チャッ! | 情報スカイだいば                 | 有楽町情報交差点                 |